# 惡武2KD5
惡武2KD5，為台灣的闊耳音樂在2013年4月推出，由2位歌者、5位舞者所組成的七人男子團體。成員包括鐵夫、姬君達、十三、管麟、修羅、雷猛、千翔。

## 外部連結
- 惡武2KD5的Facebook專頁